# Englishite
La englishite è un minerale.